# Роденберг, Ганс
Ганс Роденберг (нем. Hans Rodenberg, до 1949 года — Ганс Рудольф Розенберг, Hans Rudolph Rosenberg; 2 октября 1895, Люббекке — 7 марта 1978, Берлин, ГДР) — политический, государственный и общественно-культурный деятель ГДР, переводчик, актёр, театральный режиссёр, кинопродюсер, педагог. Герой Труда ГДР (1960), член Немецкой академии искусств в Берлине. Член ЦК СЕПГ с 1954 года. Член Государственного Совета ГДР и Народной палаты ГДР. Лауреат Национальной премии ГДР (1950).

## Биография
Еврейского происхождения. Его мать Йоханна Хайман (Johanna Heymann; 1875—1895) умерла через 6 дней после рождения сына. В 1908 году, когда Гансу было 13 лет, его отец Натан Розенберг (Nathan Rosenberg; 1860—1908) обанкротился и покончил жизнь самоубийством, после чего Ганс с мачехой переехали в Берлин.
С 1912 по 1914 год учился в театральной школе при Немецком театре под руководством М. Рейнхардта.
Участник Первой мировой войны с 1914 года, добровольцем сражался на Восточном фронте. Во время Ноябрьской революции в Германии был членом Рабочего совета.
Артистическую деятельность начал в берлинском театре «Трибуна». Ганс изменил букву «s» на букву «d» в своей фамилии, когда начал играть в театре. В 1920-е годы работал в Немецком театре М. Рейнхардта, затем в немецком народном театре Вены. Позже в других городах Германии, Австрии и Швейцарии.
Режиссёрскую работу начал в 1926 году в Вене; был режиссёром Цюрихского театра, затем до 1930 года работал в Кёльне.
Вступил в ряды Коммунистической партии Германии и вёл пропагандистскую работу.
В начале 1930-х годов участвовал в работе пролетарских театральных агитпропколлективов и прогрессивных профсоюзных театров (Пролетарский театр Пискатора, «Театр молодых актёров»), сотрудничал с Международным революционным театральным союзом.
После прихода национал-социалистов к власти в Германии был вынужден покинуть страну и в 1932—1947 годах жил в СССР, работал на радио и в кино). В 1935 году был заместителем директора киностудии Межрабпома. По некоторым данным, Роденберг работал агентом НКВД среди немецких эмигрантов во время сталинских чисток.
В 1948 году возвратился в Германию. В 1948—1949 годах руководил театром при Доме культуры СССР в Берлине. Был одним из основателей первого в Германии государственного детского театра «Дружба», руководителем и главным режиссёром этого театра.

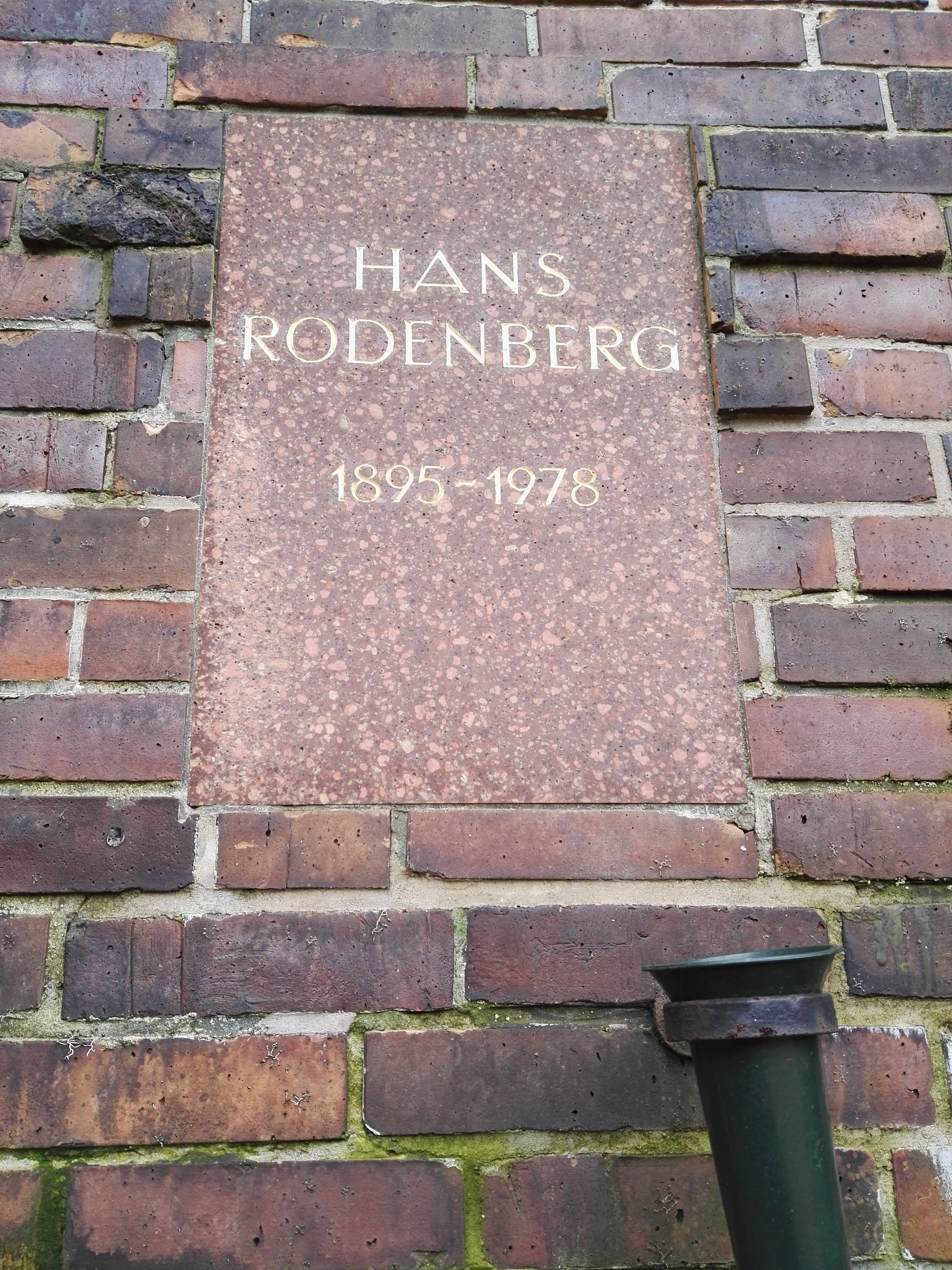
Плита на месте захоронения Г. Роденберга на Центральном кладбище Фридрихсфельде

За постановку спектакля «Ты парень, что надо» Вангенхейма в 1950 году был награждён Национальной премией ГДР. Мемуарист.
В 1952—1958 годах — главный директор студии художественных фильмов ДЕФА. Декан Немецкой академии киноискусства в Потсдаме (1956—1960). С 1958 года — профессор Института кинематографии в Берлине. С 1960 года — заместитель министра культуры ГДР и член Государственного Совета ГДР. Член Немецкой академии искусств в Берлине. В 1960 году ему было присвоено звание Герой Труда ГДР.
Похоронен в Мемориале социалистов на Центральном кладбище Фридрихсфельде.

## Личная жизнь
Первая супруга — танцовщица, актриса Ханни Шмиц (Hanni Schmitz; 1910—1944), входила в труппу немецкого театра «Колонне Линкс» в Москве.
Вторая супруга — актриса Ильзе Вайнтраут-Ринка (Ilse Weintraut-Rinka, урождённая Хаупт; 1906—2006), в 1959—1974 годах — руководитель театра юного зрителя «Театр дружбы» в Берлине.

## Награды
- Национальная премия ГДР (1950)
- Герой Труда ГДР (1960)
- Орден Карла Маркса (1965)
- Золотой Орден «За заслуги перед Отечеством» (ГДР) (1970)